# Digital Illusions
Digital Illusions Creative Entertainment AB (DICE) er et svensk firma der udvikler spil. Det er ejet af Electronic Arts. Firmaet er bedst kendt for Battlefield-serien.

## Spil
Spil Digital Illusions har medvirket i:
- Battlefield 1942
- Battlefield 1942: Road to Rome
- Battlefield 1942: Secret Weapons of WWII
- Battlefield 2
- Battlefield 2: Modern Combat
- Battlefield 2142
- Battlefield: Bad Company
- Battlefield Vietnam
- Battlefield 3
- Battlefield 4
- Battlefield One
- Barbie Groovy Games
- Codename Eagle
- Diva Starz
- EA Sports V8 Challenge
- JumpStart Wildlife Safari Field Trip
- JumpStart Dino Adventure Field Trip
- Land Before Time: Big Water Adventure
- Legacy of Rosemond Hill
- Matchbox Emergency Patrol
- Midtown Madness 3
- Motorhead
- Nascar Heat
- Pryzm
- RalliSport Challenge
- RalliSport Challenge 2
- Rally Masters
- Secret Agent Barbie
- Shrek
- Shrek Extra Large
- S40 Racing
- STCC
- STCC 2